# 神戸商船三井ビル
神戸商船三井ビル（こうべしょうせんみついビル）は、兵庫県神戸市中央区にある近代建築。正式名称は神戸商船三井ビルであるが、神戸旧居留地のガイドマップ等では「商船三井ビルディング」として紹介されていることもある。近代化産業遺産（「旧居留地銀行ビル群、海岸通商業ビル群」の一部）。
2027年での閉館が予定されており、閉館後のビルの取り扱いは未定となっている。

## 概要
1922年（大正11年）4月に大阪商船（現・商船三井）神戸支店として建設されたアメリカン・ルネッサン様式の建物である。構造はSRC造で、地下1階、地上7階、塔屋1階となっている。
太平洋戦争中は空襲を免れ、戦後は連合国軍最高司令官総司令部（GHQ）に接収された。
1995年（平成7年）の阪神・淡路大震災では地下一階が水没して基幹設備が損傷したものの、建築部分に大きな損傷はなく復旧工事が行われた。
1996年（平成8年）に商船三井の支店が移転し、その後、大丸神戸店などのテナントが入ることとなった。
2002年（平成14年）に神戸景観・ポイント賞、2007年（平成19年）に近代化産業遺産に認定された。
また2012年（平成24年）末に耐震補強工事が実施された。
ビル内の設備の老朽化により所有者の商船三井は2027年6月末までに賃貸借契約を終了することを入居者らに通告しており、2027年に閉館する予定となっている。閉館後のビルの取り扱いは未定となっている。

## 建築
設計者は建築家の渡辺節、構造設計は内藤多仲による。また、村野藤吾も加わったとされる。
竣工当時は数少ない7階建てという「高層ビル」であった。渡辺はこのビルを設計するにあたって欧米を視察し、それにより得たものを生かして、テラコッタを外壁に、プラスターを内装に使用する等、日本初となる技術を数多く導入することに成功している。東京の丸ビル（先代）、大阪市のダイビル（大阪ビルヂング）本館亡き今、大正期の大規模オフィスビルとして現存するものは本物件のみとなっている。
外観は1階部分がルスティカ仕上げの石積みで最上部に半円形のペディメントを有する意匠で、建物内部も欧米スタイルで統一され、天井が高く廊下が広い。貨物用として1台のみ残されている手動式エレベーターは米国A.B.SEE社(1938年にウェスティングハウスにより買収)製、自動着床装置なしの完全手動駆動、扉は外扉が窓付き鋼製、籠扉が真鍮製伸縮扉（俗に蛇腹式という）、インジケーターも半円形時計式という創建時のスタイルそのままである。 
- ライトアップ日時 - 金土日曜・祝祭日・祝前日・夏休・春休・ 神戸ルミナリエ期間・ゴールデンウイークの、日没から22時。

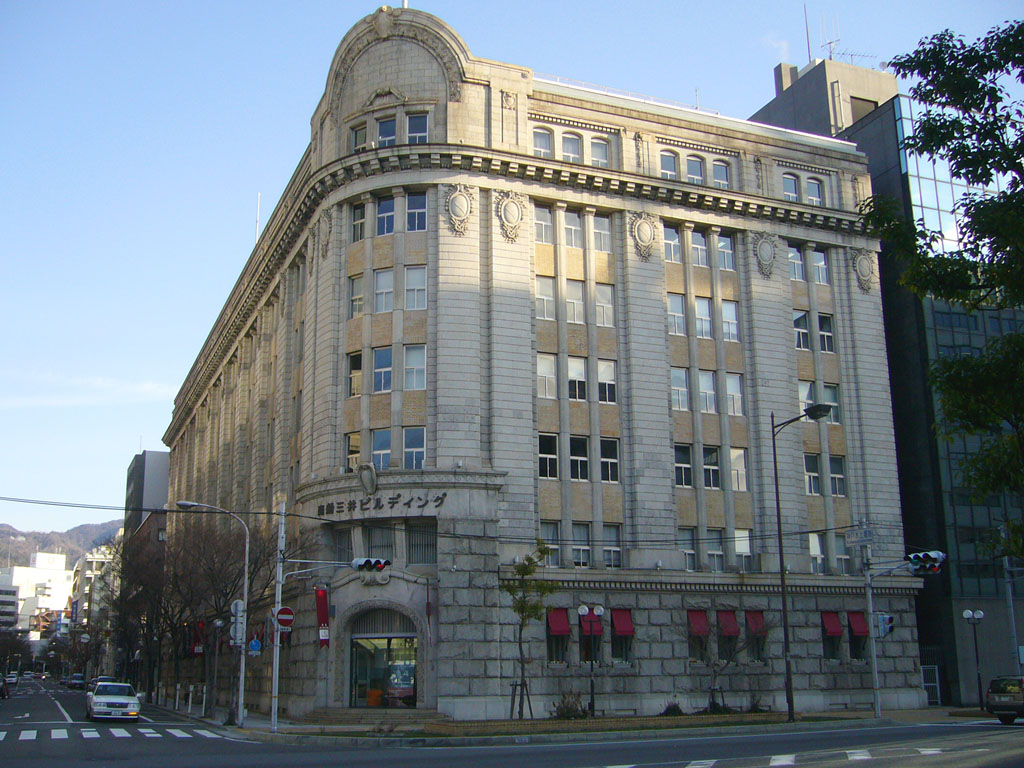
南面
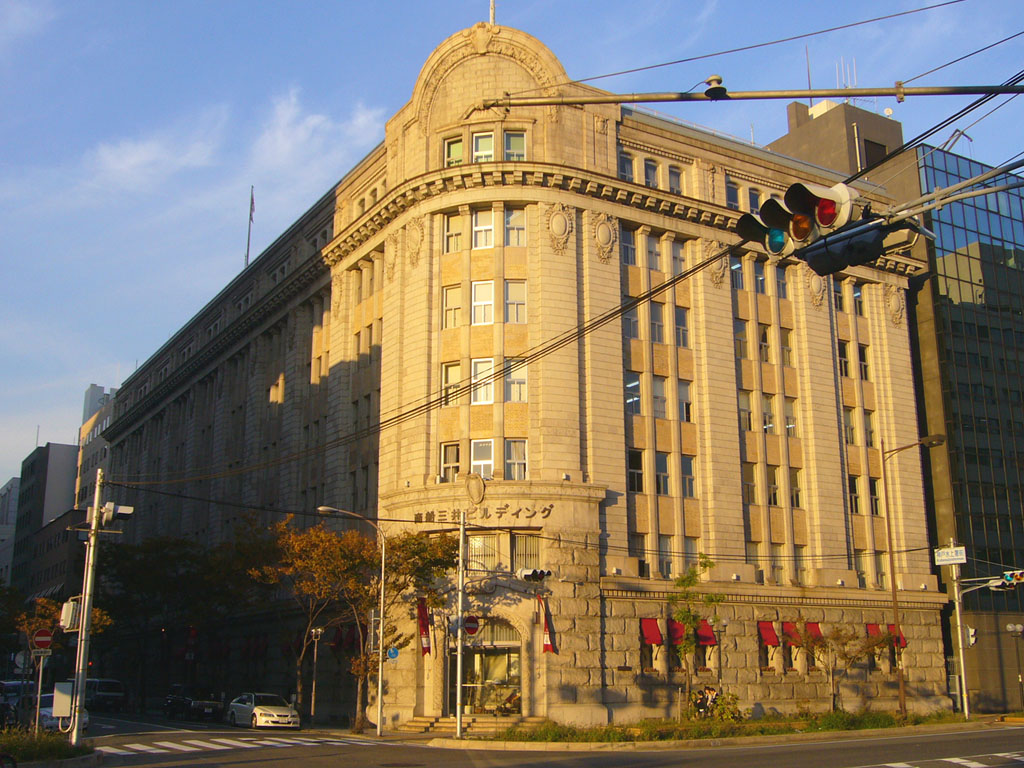
南西面
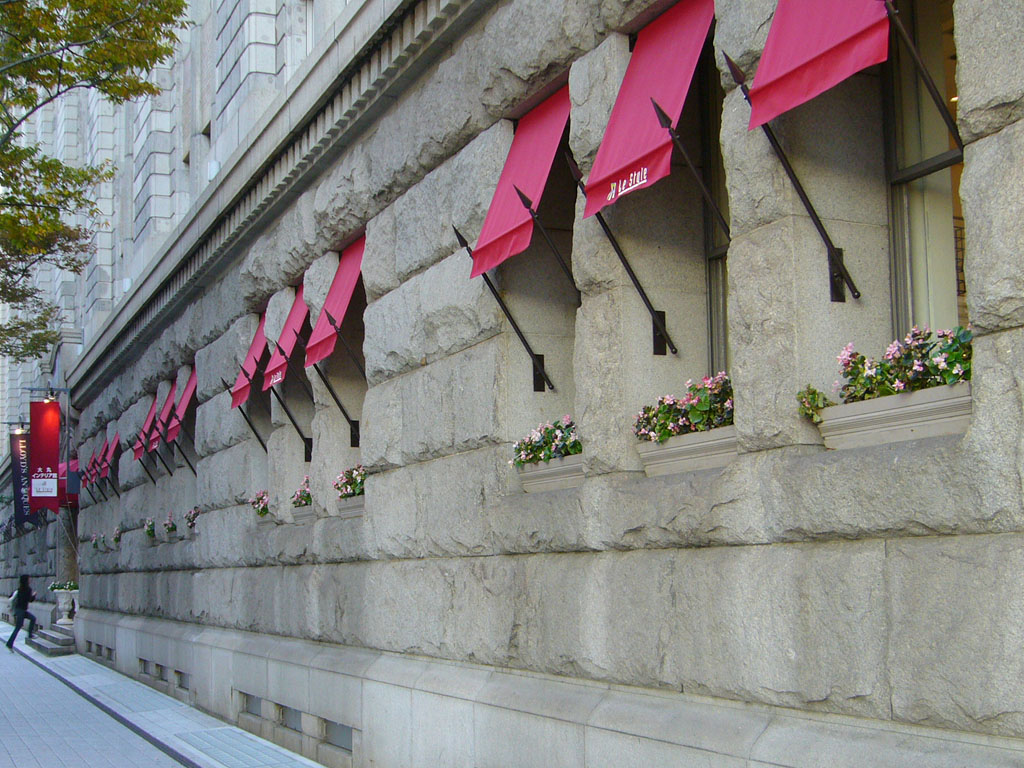
ルスティカ仕上げの石積み（西面）
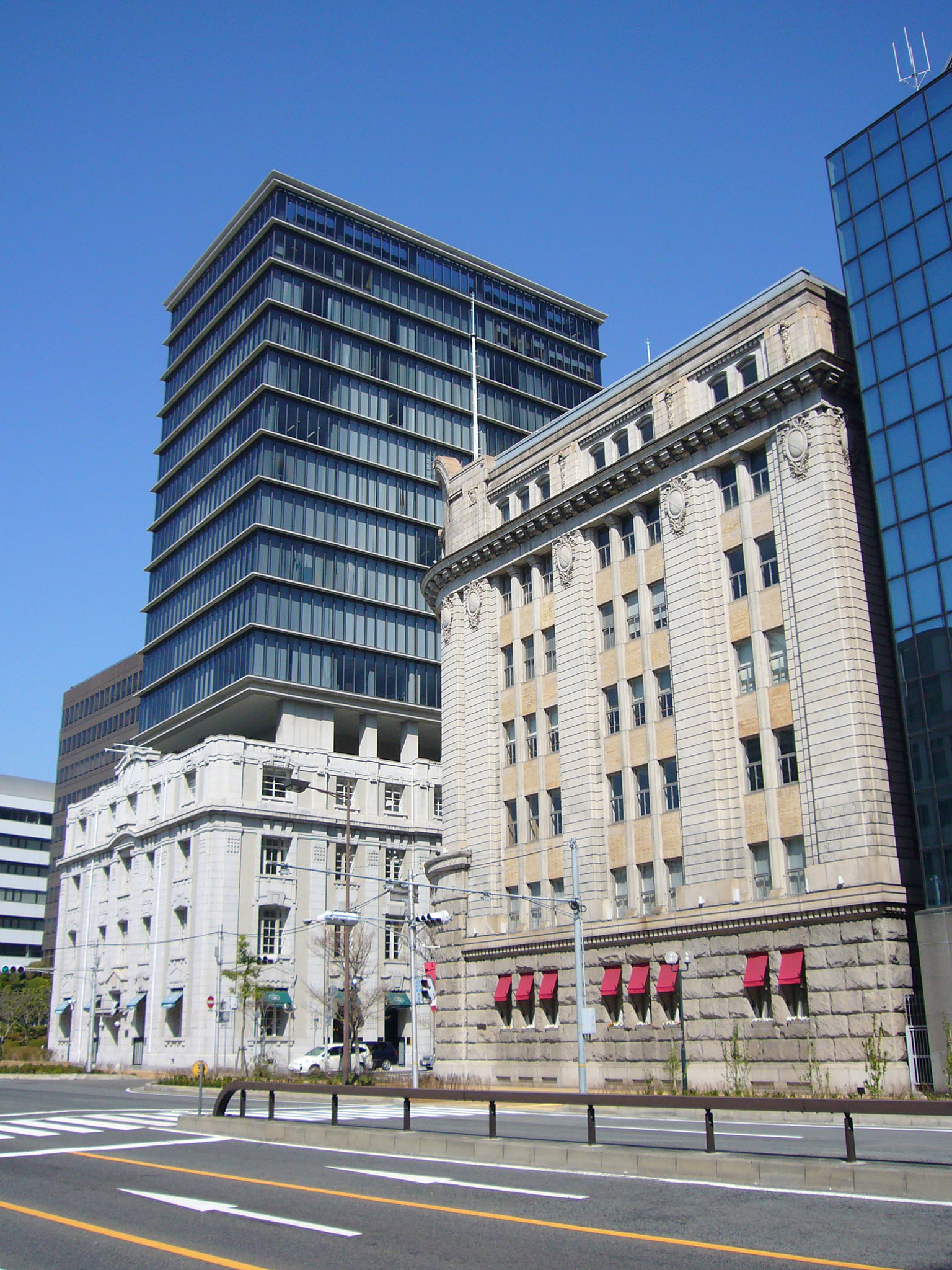
南東面（隣は海岸ビル）

## 交通アクセス
- 神戸市営地下鉄海岸線 旧居留地・大丸前駅 徒歩4分
- 阪神本線 元町駅 徒歩6分
- JR神戸線 元町駅 徒歩6分

## 周辺情報
- 旧居留地
  - 神戸ドールミュージアム、KOBEとんぼ玉ミュージアム、THE FORTY FIFTH、大丸ミュージアム神戸、ジーニアスギャラリー、旧居留地38番館、神戸らんぷミュージアム、神戸市立博物館、旧居留地十五番館、チャータードビル、海岸ビル、神港ビル
- 旧雑居地
  - 神戸郵船ビル、神戸南京町、旧神戸住友ビル（現・銀泉神戸ビル）、海岸ビルヂング（旧・日濠会館）